# Африканська якана
Африканська якана (Actophilornis) — рід сивкоподібних птахів родини яканових (Jacanidae). Містить два види.

## Поширення
Африканська якана поширена в країнах Африки південніше Сахари.

## Види
- Якана африканська (Actophilornis africana)
- Якана мадагаскарська (Actophilornis albinucha)